# Джим Шолдерс
Джеймс «Джим» Шолдерс (англ. James A. Shoulders; 13 травня 1928, Талса, штат Оклахома, США — 20 червня 2007, Генрієтта, округ Окмалґі) — американський родео-ковбой, який на момент своєї смерті вважався найуспішнішим серед членів професійної асоціації ковбоїв родео.
Почав виступати у родео на биках у 14-річному віці й виступав аж до отримання серйозної травми у 42-річному віці. Він п'ять разів вигравав чемпіонат світу з родео (1949, 1956, 1957, 1958 і 1959 роки), тричі ставав чемпіоном по родео на биках (1951, 1954, 1959) і тричі — чемпіоном в родео на конях без сідла (1950, 1956, 1958). Всього перемагав на 16 чемпіонатах світу — більше, ніж будь хто до нього. Також він відомий по величезній кількості отриманих ним травм і тим, що, зламавши одну руку під час змагань, виступав, використовуючи лише одну руку, і в підсумку став чемпіоном.
Шолдерс пішов з родео в 1970 році. На зароблені гроші він купив ранчо в Оклахомі площею 400 акрів, де займався розведенням худоби і створив першу школу бичачого родео «Торнадо», де тренувалося більше 200 наїзників. У 1970-ті і 1980-ті роки, на хвилі пам'яті про свої успіхи в родео, активно знімався в образі ковбоя у рекламі пива, джинсів і чобіт. Його менеджером був Біллі Мартін, колишній менеджер бейсбольної команди «Нью-Йорк Янкіз». Був членом чотирьох Залів слави родео, в тому числі Залу слави Оклахоми з 1995 року і Залу слави професійного родео в Колорадо-Спрінгс з 1979 року.
Одружився в 1947 році, мав чотирьох дітей. Помер в 2007 році від хвороби серця.

## Цікаві факти
- Співробітництво Джима з компанією Wrangler Jeans закінчилось у 2007 році, в зв'язку з його смертю. 58-річний контракт є самим тривалим співробітництвом спортсмена з будь-якою фірмою у професійному спорті.[4]